# Plectris crassa
Plectris crassa är en skalbaggsart som beskrevs av Blanchard 1850. Plectris crassa ingår i släktet Plectris och familjen Melolonthidae. Inga underarter finns listade i Catalogue of Life.